# Regionalpark Varniai

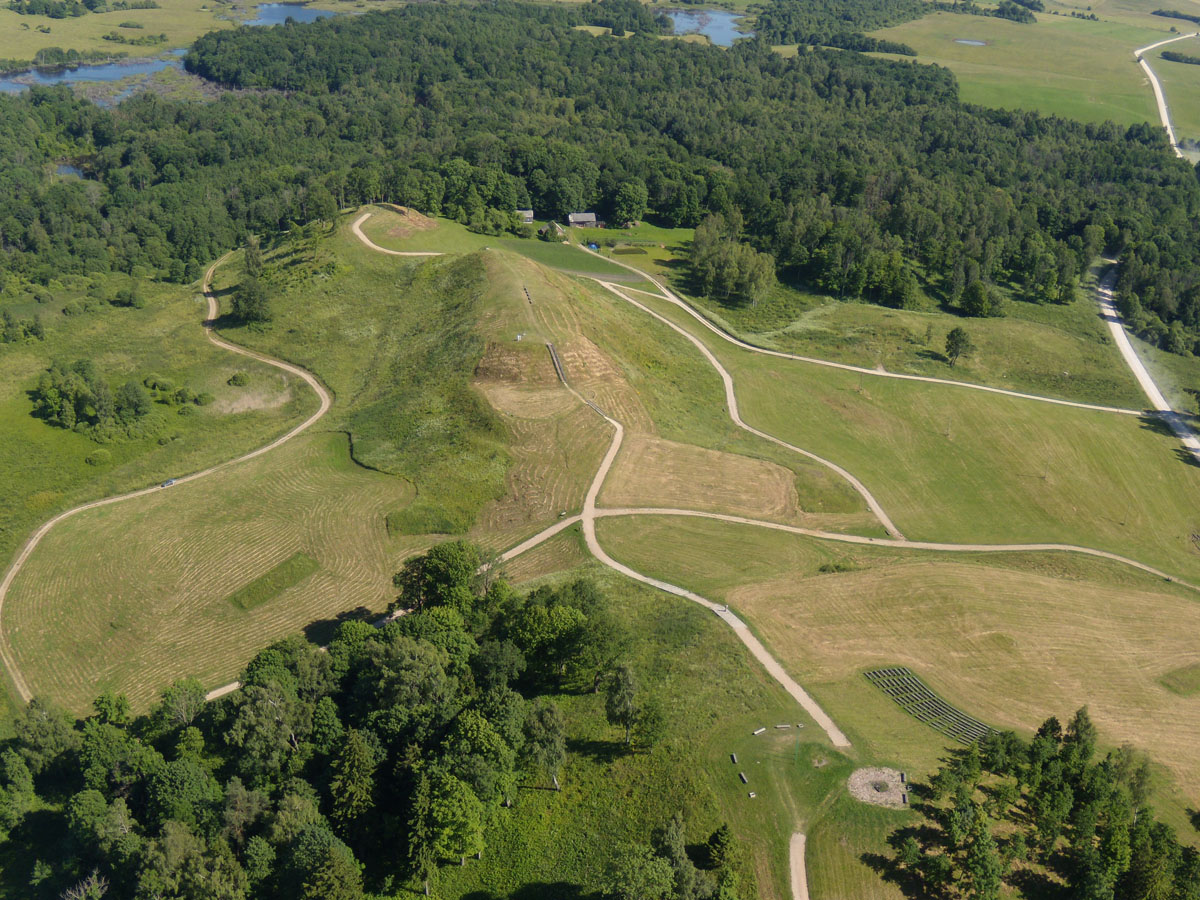
Medvėgalis

Regionalpark Varniai (lit. Varnių regioninis parkas) ist ein Regionalpark um Varniai im Westen Litauens, in der Rajongemeinde Telšiai, Rajongemeinde Kelmė und Rajongemeinde Šilalė. Das Parkterritorium hat 33471 ha, Pufferschutzzone  18484 ha. Die Direktion ist in Ožtakiai bei  Telšiai. Der Park wurde 1992 gegründet.